# 페차모주

페차모 주의 문장

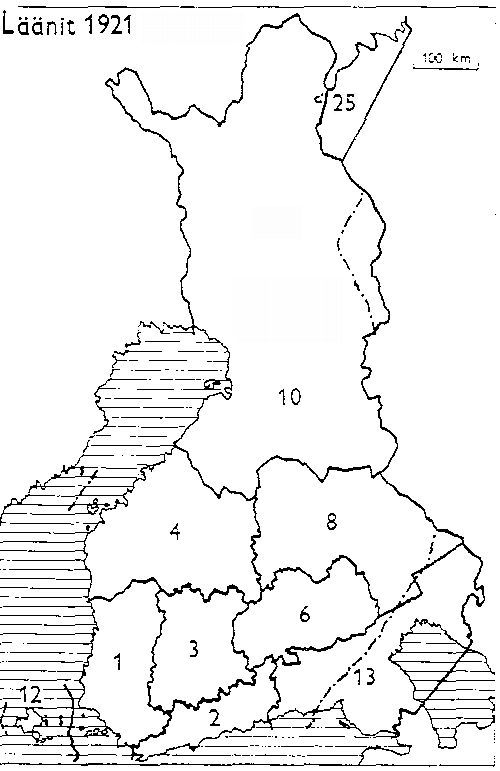
1921년 당시에 존재했던 핀란드의 주 지도 (25번이 페차모 주)

페차모주(핀란드어: Petsamon lääni, 스웨덴어: Petsamo län)는 과거 핀란드에 존재했던 주로 주도는 페첸가(페차모)였다.
1921년 러시아 소비에트 연방 사회주의 공화국이 핀란드에 할양하면서 신설되었으며 1922년 라피 주가 속해 있던 오울루 주에 합병되면서 폐지되었다. 1944년 소련에 할양되었다.